# 里見民部
里見 民部（さとみ みんぶ、生年不詳 - 慶長19年〈1614年〉）は、安土桃山時代から江戸時代前期の武将。最上氏の家臣。山形藩家老。実名は不詳。官途は民部少輔。

## 略歴

### 前歴-上山家家臣として
出羽国の豪族で上山城城主・上山満兼の家臣であった里見義近の子として生まれる。
天正2年（1574年）の天正最上の乱で主君・満兼は最上義守の子・義光に加担した。これを受け、里見軍は義守方の伊達輝宗の家臣・小梁川盛宗の攻撃を受けている。なお民部らは最上・伊達どっちつかずだったという。しかし9月1日から10日の間行われた4度に及ぶ和平交渉の使者として活躍した。
9月12日、伊達輝宗は礼服を着用して最上家と停戦する。民部も伊達との停戦協定を結んだ。
のちに天童・最上の戦により主君・満兼は天童方につき最上八楯を形成する。民部は異母兄・里見内蔵助に従い、天童方についた。

### 栄転-最上家家臣として
天正8年(1580年)、最上義光の家臣である氏家守棟・谷柏直家らの調略を受け、民部は父と共に異母兄・内蔵助を殺害し、更には満兼を討ち取った。
最上義光は伊達との停戦協定の際の民部の働きと忠誠に感激し、家臣として迎え入れたいと以前から考えていたという。
戦後上山城主に就き、上山里見氏として村山郡で権勢を誇った。
同19年（1591年）、義光の二男・最上家親が小姓として徳川家康に出仕する際に随行している。天正年間に主君・義光の許しを得て子・里見正光に職務を譲っている。
慶長5年（1600年）の慶長出羽合戦では、上山城の守備役だった民部は掛入石仲中山口から上山城攻略に向かう上杉景勝の部将・本荘繁長や上泉泰綱・篠井康信・横田旨俊ら４千を約５百の兵を城から打って出て、援軍の草刈志摩と共に奇襲し、撃退した。この際上杉軍は大将の本村親盛が草刈家臣・坂弥兵衛に討ち取られ、椎名弥七郎などの犠牲者を出した。一方で最上援軍の草刈志摩が鉄砲により戦死するなど壮絶な戦いであったと伝わる。
一説にはこの戦では上杉軍に内通していたが、父・義近が人質として山形城におり、寝返ることができず、逆に奮戦した、とある。
戦後勲功から、長崎城1万7千石を領した。上山城には義光の五男・上野山義直が入る。
また、義光の嫡男・最上義康の補佐をつとめる。

### 晩年-逐電と粛清
しかし戦後、良好であった義光との仲は悪化することになる。民部は義康の近臣・原八右衛門（元上杉家臣）と共に義光・義康父子離反をはかり双方に讒言した。またあるとき義康が寺に赴くと、事故により股を傷つけたのを里見が「若殿は大殿を恨み、自害しようとした」と義光に言上したためさらに仲が悪化した。この行動は義光が次男・家親に家督を継がせようと画策するのを手助けした、またそれにより自身の地位を高めようとしたともいう。
慶長8年（1603年）8月16日、義康の廃嫡および謀殺に加担し、危機を察知して一族と共に逐電する。なお民部らの逐電後、城には坂光秀・最上光広が入った。
流浪の末加賀前田家に仕官を妨害され、最上氏からの要求によって引き渡れる。尾浦城主・下吉忠に預けられたが、最上家の障害として認識され、父・義近、子・正光ら主従23名が切腹させられた。慶長19年（1614年）のことである。
最期については諸説あり、引き渡しの最中に庄内丸岡で殺害されたとも、山賊に襲撃され死亡したとも、同僚・斎藤光則による謀殺とも、帰国後に城内で殺害されたともいう。

義光は死の直前、後継者である最上家親に向かって「自分の死後、即座に里見一族を粛清せよ」と密かに命じた。この遺言を受けた家親は粛清に乗り出し、上山里見氏の大半を殺害したという。
民部の甥・里見元勝は、上山満兼殺害の時に父・内蔵助を殺害されていたことから一族粛清に加担している。父の仇討後、最上家の斡旋により仙台藩に仕えた。

## 参考資料
- 伊藤清郎『人物叢書　最上義光』吉川弘文館、2016年
- 胡偉権「最上義康について」戎光祥出版、2017年
- 「山形藩記」
- 遠藤ゆり子「慶長五年の最上氏にみる大名の合力と村町―大名の有縁性と無縁性―」『日本史研究』第486号、2003年。